# Zvjezdana noć
Zvjezdana noć je Van Goghovo ulje na platnu, slavno remek-djelo postimpresionizma, iz 1889. godine.

## Povijest
Van Gogh je ovu sliku naslikao tijekom boravka u umobolnici u Saint Rémyju. Datirana je s lipanj 1889., mjesec dana nakon njegova dolaska i 13 mjeseci prije samoubojstva. Umjetnik je svom bratu Theu o tom razdoblju napisao: 
“Moja me kukavna bolest tjera da radim s nijemim bijesom, veoma polako, ali bez prekida od jutra do mraka ... Vjerujem da će mi to pomoći da ozdravim.”

## Odlike
Slika prikazuje seoski pejzaž noću, s plošnim brežuljcima u pozadini. To nije tiha, mirna noć, već prizor uznemirenog treperenja elemenata prirode i ljudskog svijeta, dok se selo pruža prema nebu uz spiralne i zapletene pokrete.
Jednostavna otvorena kompozicija, u kojoj tamnoplavo nebo zauzima dvije trećine slike, usredotočena je na odnos između okomitih linija čempresa i zvonika i snažnih izvijenih poteza kistom (kratki, debeli i naočigled neprekinuti) koji, pojačavajući ritam slijeva nadesno i vodeći promatračevo oko, nanose snažan i dinamičan udarac liniji obzora. U sredini neba se nalazi kružni vrtlog boje koji svojim položajem i veličinom postaje središnjim motivom kompozicije. Oblik vrtloga podsjeća na taoistički krug (Yin-Yang) koji je sastavljen od dva suzolika dijela, pozitivnog i svijetlog yanga i negativnog i tamnijeg ženskog yina, koji utječu na sudbinu
Prava izražajna snaga kompozicije proizilazi iz boje – čiste i snažne, s neočekivanom svjetložutom koja naglašava hladnoću plave. Poetski sjaj zvijezda, određen svjetlijim bojama, razvija se u mahnito i neprekidno pulsiranje (poput treptanja pravih zvijezda). Može se reći da je ovo najuspješniji rani pokušaj da se slikarstvu doda još jedna dimenzija – vrijeme.
Van Goghov originalni način slikanja očituje se u slikarskom jeziku, u odvažnosti nanošenja boje, prožimanju površine pokretom i stvaranju kompozicije s dinamičnim kontrastima. Tako su na slici tamno zeleni čempresi naslikani širokim potezima prošarani posvijetljeni odsjajima crvenih i žutih linija, a svijetlo nebo je određeno tamnim obrisom brda.